# 可児弘明
可児 弘明（かに ひろあき、1932年10月23日 - ）は、日本の歴史学者、文化人類学者。慶應義塾大学名誉教授。専門は、東洋史、社会史、華僑華人研究。

## 経歴
1932年、千葉県で生まれた。慶應義塾大学文学部で学び、同大学大学院文学研究科を修了。
修了後は、香港中文大学の教員となった。帰国後、母校の慶應義塾大学助手に採用された。後に助教授、教授昇格。在任中には、同大学地域研究センター副所長も務めた。慶應義塾大学を定年退職し、名誉教授となった。その後は敬愛大学国際学部教授として教鞭を執った。
上記の在任中には、1965年〜1973年にかけて香港中文大学にて調査活動。また、1979年〜1980年にカリフォルニア大学ロサンゼルス校ほかにてアメリカ華僑を調査。そのほか台湾、シンガポール、マレーシア、タイなどで華人の伝統文化を調査した。

## 受賞・栄典
- 1969年：第5回澁澤賞（日本民族学会、現・日本文化人類学会）を受賞。『香港艇家的研究』に対して。

## 研究内容・業績
専門は文化人類学で華人研究。

### 与えた影響
評論家の戸張東夫は、可兒弘明や山田辰雄との交流を経て、中国語圏の映画を評論や研究対象にするようになったという。

## 著作
単著
- "A General Survey of the Boat People in Hong Kong, Southeast Asia Studies Section", New Asia Research Institute, the Chinese University of Hong Kong, 1967. (Monograph series; no. 5).『香港艇家的研究』（香港中文大学・東南亜研究専刊之五）

- 『香港の水上居民：中国社会史の断面－』岩波書店 1970
- 『鵜飼：よみがえる民俗と伝承』中央公論社 1979
  - 文庫化 中央公論新社 1999
- 『近代中国の苦力と「豬花」』岩波書店 1979
- 『シンガポール：海峡都市の風景』岩波書店 1985
- 『船に住む漁民たち』岩波書店(ビジュアルブック水辺の生活誌) 1995
- 『民衆道教の周辺』風響社 2004

編著
- 『もっと知りたい香港』弘文堂　1984
- 『香港および香港問題の研究』東方書店　1991
- 『華南華僑・華人の故郷』慶応大学地域研究センター編、慶應通信 1992
- 『僑郷華南、華僑・華人研究の現在』行路社 1996
- 『大図解 九龍城』監修、岩波書店 1997

共編著
- 『海上民』(イスラム世界の人びと 4) 家島彦一・渡辺金一編、東洋経済新報社 1984
- 『華僑華人：ボーダレスの世紀へ』游仲勲共著、東方書店、1995
- 『民族で読む中国』国分良成・鈴木正崇・関根政美共編、朝日新聞社 1998
- 『華僑・華人事典』斯波義信・游仲勲共編、弘文堂 2002

訳書
- 『香港を離れて：香港中国人移民の世界』ロナルド・スケルドンほか著、行路社、1997年。